# Älvdals och Nyeds domsaga
Älvdals och Nyeds domsaga var en domsaga i Värmlands län. Den bildades 1865 genom utökning av Älvdals nedre och Älvdals övre domsaga med en del av Östersysslets domsaga. Domsagan upplöstes 1971 i samband med tingsrättsreformen i Sverige och delades då mellan Sunne tingsrätt och dess domkrets och Karlstads tingsrätt och dess domkrets.
Domsagan ingick från 1963 i Hovrätten för Västra Sverige och innan dess i Svea hovrätts domkrets.

## Härader
Domsagan omfattade:
- Älvdals härad
- Nyeds härad

## Tingslag
- Älvdals och Nyeds tingslag från 1952
- Nyeds tingslag till 1952
- Älvdals övre tingslag till 1952
- Älvdals nedre tingslag till 1952

## Häradshövdingar
- 1865–1893 Anders Melcher Myrtin
- 1894–1918 Karl Gustaf Arrhenius
- 1919–1920 Magnus Oscar Elias Wallén
- 1920–1946 Karl Torsten Nilsson
- 1947–1967 John Edvard Frostmark